# Полетаев, Николай Гурьевич
Никола́й Гу́рьевич Полета́ев (15 [27] апреля 1872, Кожухово, Галичский уезд, Костромская губерния, Российская империя — 23 октября 1930, Туапсе, Северо-Кавказский край) — революционер-большевик, один из первых российских социал-демократов, советский деятель.

## Биография до 1917

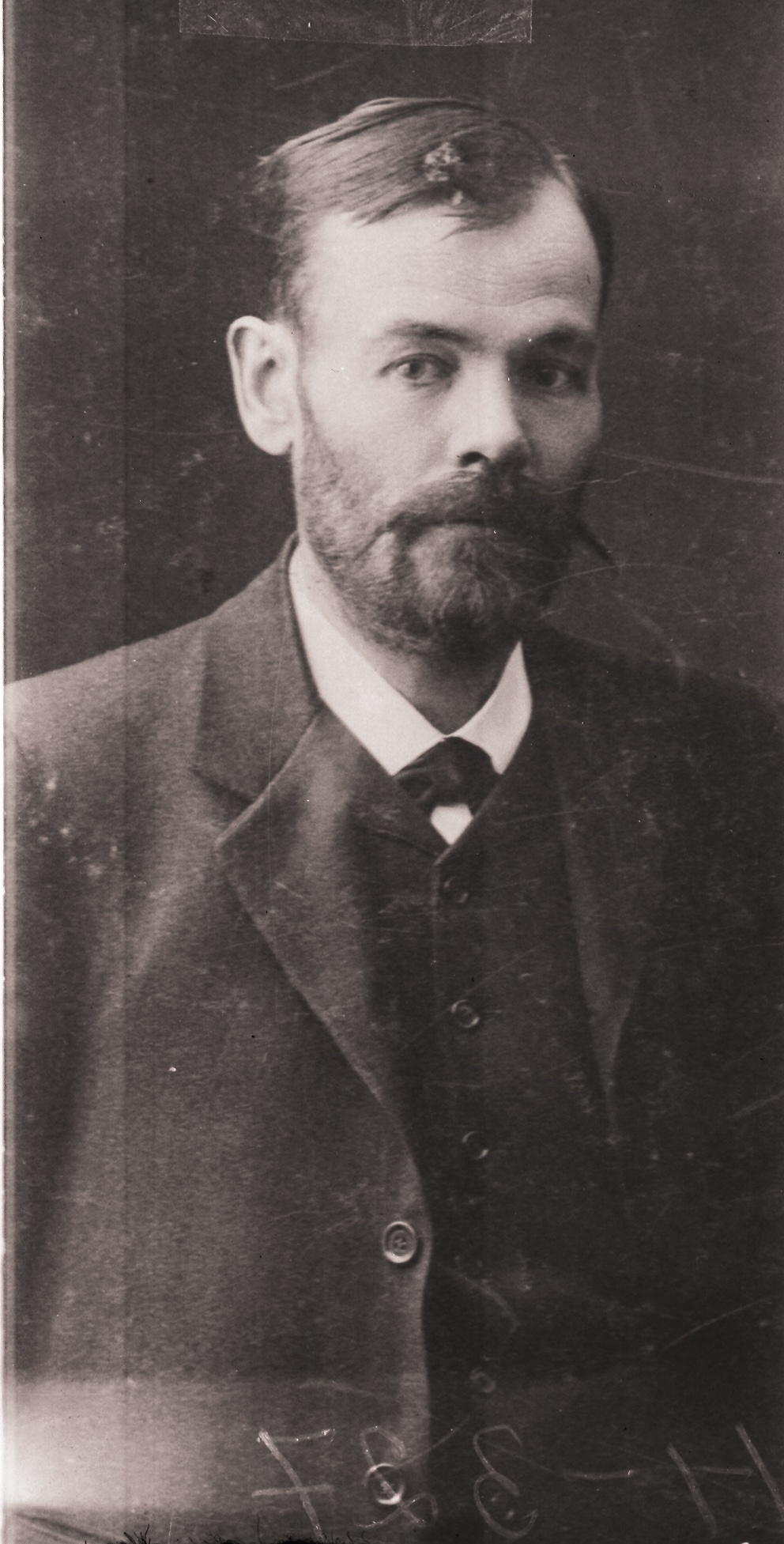
Н. Г. Полетаев, 1907

Родился в семье бывшего крепостного крестьянина, работавшего плотником, Гурия Никандровича. Закончил трехклассное низшее начальное училище и в 1885 году поступил в ремесленное училище в Костроме. В 1891 год познакомился со ссыльным рабочим Путиловского завода Василием Буяновым и вступил в нелегальный рабочий кружок. Вскоре уехал в Санкт-Петербург, работал токарем на Путиловском заводе, активно участвовал в рабочем движении. Участвовал в первой в России политической «маевке» рабочих в лесу под Петербургом, затем вступил в нелегальную социал-демократическую организацию, созданную Михаилом Брусневым. 
В мае 1892 года группа Бруснева была разгромлена полицией, её участники, в том числе Полетаев, арестованы. Осенью того же года его выслали в Кострому. Через некоторое время Николаю удалось вернуться в столицу и вновь устроиться на Путиловский завод токарем в лафетно-снарядные мастерские. В начале 1894 года он вступил в новый рабочий кружок, созданный на Путиловском заводе Василием Шелгуновым. Полетаев отвечал в кружке за хранение запрещенной литературы, в конце 1895 года сумел установить связь с подпольной народовольческой типографией, которая печатала брошюры для рабочих. Он также связался с новосозданной марксистской организацией во главе с Владимиром Ульяновым «Союз борьбы за освобождение рабочего класса».
В ночь с 8 на 9 декабря 1895 года организация была разгромлена, полиция провела массовые аресты, в том числе и Полетаева. Полгода его продержали в предварительном заключении, а затем, до вынесения окончательного приговора отправили под полицейский надзор в Кострому. В январе 1897 года последовал приговор: Н.Г.Полетаеву запрещалось в течение двух лет проживать в столичных и университетских городах, он ставился под гласный полицейский надзор. Не найдя работы в Костроме, Полетаев перебрался в Тифлис, но и там работы политически неблагонадежному найти не удалось. В 1898 году он нелегально едет в Санкт-Петербург, но на вокзале его опознают и снова высылают в Кострому.
Неоднократно подвергался арестам и ссылкам. В 1898—1901 был в эмиграции в Германии, работал на заводе Борзига в Берлине. Выучился свободно говорить и писать по-немецки, посещал собрания немецких социал-демократов, интересовался деятельностью местных профсоюзов, работой социал-демократической фракции в германском рейхстаге. 
Потеряв работу, в ноябре 1901 года он с семьей вынужден был вернуться на родину в Кострому. Дома работы также не нашлось, и вскоре Полетаевы переехали на Украину, где ему удалось наконец устроиться. В июле 1904 года Полетаевы перебрались в Санкт-Петербург и Николай Гурьевич снова устроился на работу в лафетно-снарядные мастерские Путиловского завода. На заводе он официально вступает в партии большевиков.
Полетаев принял активное участие в Первой русской революции 1905—1907 годов. Он был участником шествия рабочих к Зимнему дворцу 9 января 1905 и одним из организаторов Путиловской стачки. Осенью 1905 в числе 26 путиловцев был избран в Петербургский совет рабочих депутатов и вместе с Буяновым вошёл в состав исполнительного комитета Совета. 3 декабря 1905 года Петербургский Совет был разогнан, полиция арестовала 267 его депутатов, в том числе Полетаева. 21 июня 1906 года 33 обвиняемых по делу Совета были освобождены под денежный залог. За Николая Гурьевича деньги внесли рабочие-путиловцы. После освобождения он с трудом устроился на небольшой электромеханический завод Глебова, где вскоре организовал сильную большевистскую группу.
Летом 1907 года Полетаев был избран депутатом Государственной Думы 3 созыва от рабочей курии Петербургской губернии и возглавил большевистскую группу в социал-демократической фракции. В 1910 году в секретной записке Петербургского охранного отделения депутата Н. Г. Полетаева характеризовали следующим образом:

Полетаев был избран в Думу главным образом за свое революционное прошлое. Сначала гапоновец, потом социал-демократ и эмигрант, как член Совета рабочих депутатов, он сильно импонировал рабочим своими традициями. Шансов на вторичное переизбрание сейчас не имеет. Часто пьёт и, напиваясь, забывает, что ему поручено. Выступает по рабочему и крестьянскому вопросам; речи заучивает, но плохо, поэтому они всегда вялы и бессодержательны. Большевик. Ходит на собрания рабочих, изредка посещая собрания местной организации. Теперь, когда выяснилось, что на вторичное избрание ему рассчитывать нельзя, окончательно опустился и сильно пьёт.
Участвовал в организации и подготовке издания легальной рабочей газеты «Звезда» (до осени 1911 года официальный печатный орган социал-демократической фракции III Государственной Думы), первый номер которой вышел 29 декабря 1910 года. 19 января 1912 года Полетаев встретился в Лейпциге (Германия) с Лениным, где получил от него план организации новой ежедневной рабочей газеты «Правда». С начала её издания и до декабря 1912 Полетаев являлся официальным издателем «Правды». После окончательного закрытия издания в начале Первой мировой войны (в июне 1914 года) вернулся работать на Механический завод.

## Послереволюционная биография
После победы Февральской революции 1917 года Русское бюро ЦК РСДРП приняло решение возобновить издание газеты «Правда». В состав редколлегии вошёл и Полетаев, также он был заведующим её типографией. В Июльские дни 1917 на его квартире Ленин скрывался от ареста. Во время Октябрьского вооружённого восстания участвовал в национализации типографий и выделил лучшие из них для печатания газет «Правда» и «Известия».

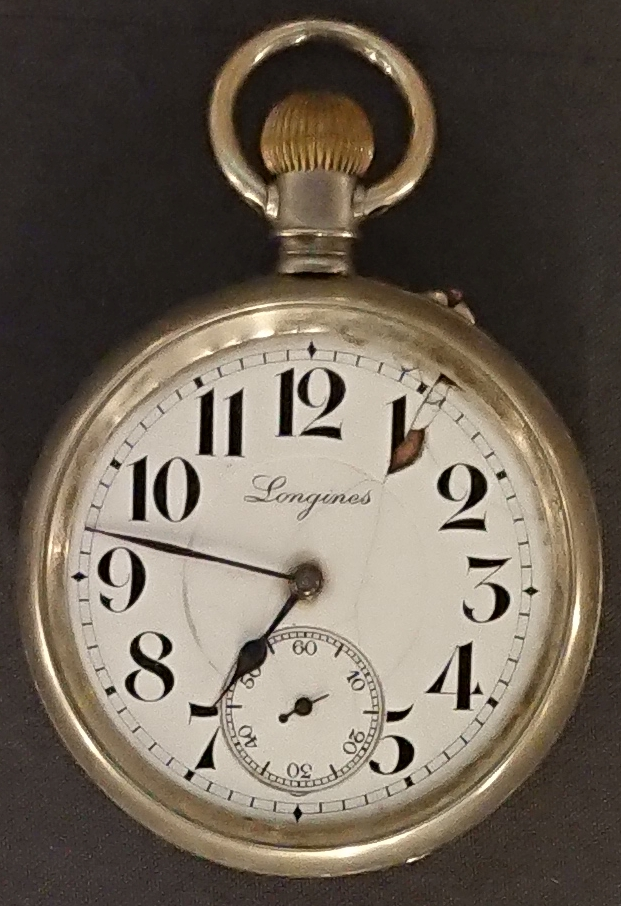
Карманные часы Н.Г. Полетаева в Музее современной истории России

После победы Октябрьской революции в ноябре 1917 года Ленин предложил Полетаеву войти в состав первого советского правительства в качестве наркома труда, но Николай Гурьевич отказался по болезни.
В марте 1918 переехал в Москву. Летом 1918 года был командирован на юг для хлебозаготовок. Заболев тифом, скрывался в Темрюке у В. А. Шелгунова.  После выздоровления с риском для жизни перебрались через линию фронта к своим. С сентября 1918 года заведует административной частью редакционно-издательского отдела ВСНХ. Летом 1921 года с диагнозом «туберкулёз легких» был отправлен для лечения на Черноморское побережье Кавказа. Здесь назначен руководителем Туапсинского филиала Госторга (Внешторга). Встречаясь в Туапсе, оказал влияние на будущего известного фольклориста А. Ф. Назаревича.
В кратчайшие сроки Полетаев установил взаимовыгодные торговые отношения с Турцией. Через наркома внешней торговли Л.Б.Красина он добился принятия постановления Совета труда и обороны об отпуске кредитов на оборудование причалов порта, постройку элеватора, складов. Используя свои тесные связи с руководством в Москве, Н.Г.Полетаев доказывает целесообразность вывода грозненского нефтепровода к Туапсе и добивается принятия соответствующего решения. 5 июня 1925 года вопрос о строительстве нефтепровода Грозный - Чёрное море решается в пользу Туапсе. Черноморская окружная плановая комиссия поддержала его доводы. Полетаев также был одним из инициаторов строительства в Туапсе нефтеперерабатывающего завода и нефтяного пирса в морском порту (1928).
Последние 9 лет жизни провёл в Туапсе, активно участвовал в индустриализации и благоустройстве города, был депутатом горсовета. В 1927 году избран делегатом XV съезда ВКП(б) от Черноморской организации партии с правом совещательного голоса. В 1930 году здоровье Николая Гурьевича резко ухудшилось и 23 октября 1930 года он скончался от рака легких. Был похоронен на местном кладбище Варваринка в Туапсе.

## Память

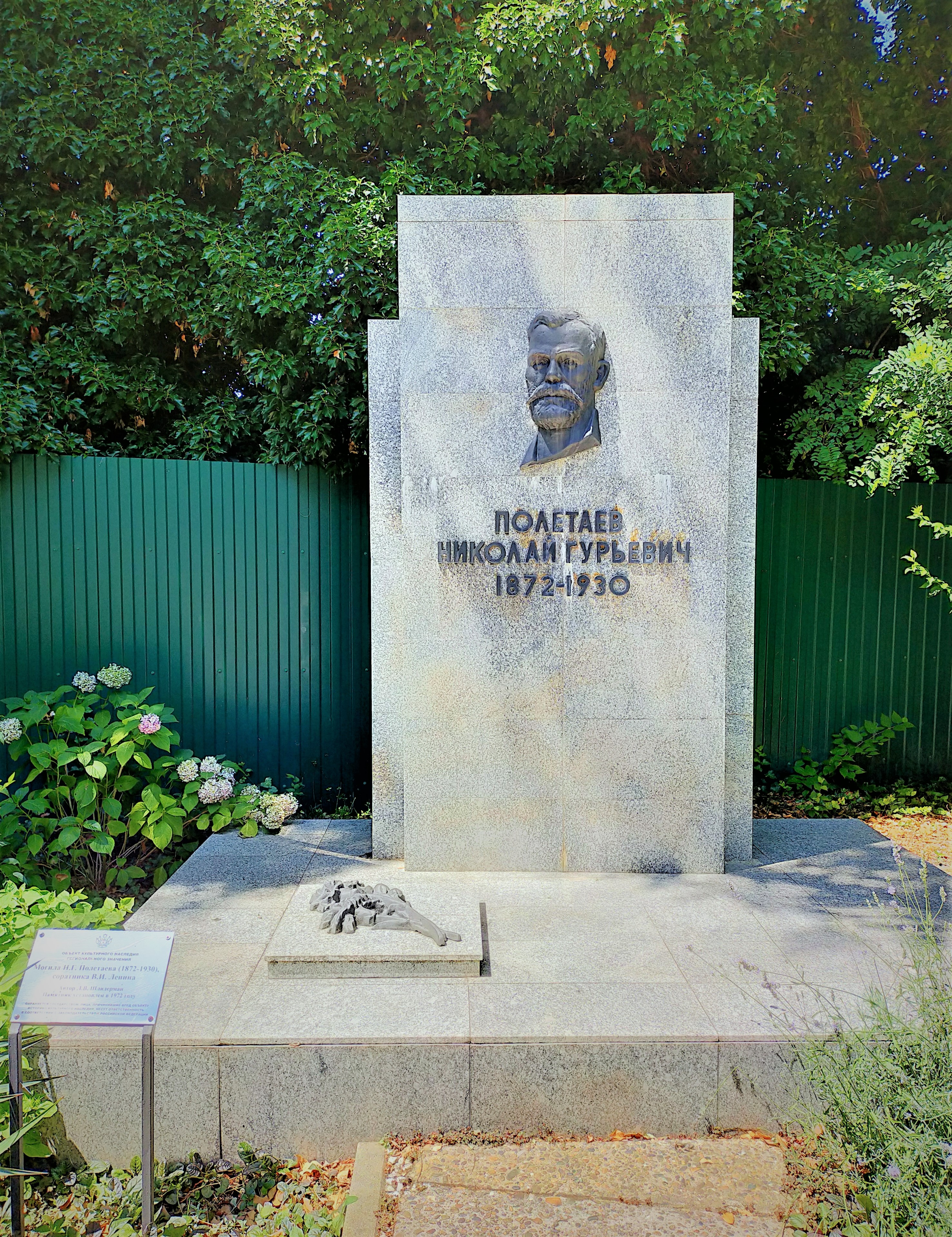
Могила Н. Г. Полетаева при Краеведческом музее города Туапсе

29 октября 1930 года решением Туапсинского горисполкома Московская улица, на которой жил и работал Полетаев, была переименована в улицу Полетаева.
27 ноября 1949 года администрация города приняла решение выделить местному историко-краеведческому музею (открытому 28 февраля 1946 года) дом бывшей конторы Госторга, в котором работал Полетаев, присвоить музею его имя, а также установить мемориальную доску. В сентябре 1950 года под руководством директора музея В. А. Литвика была проведена капитальная реконструкция могилы Полетаева: восстановлены фундамент и ограда, установлен обелиск, озеленена прилегающая территория. В сентябре 1972 по инициативе директора музея М. Л. Поповой во время празднования столетия со дня рождения Полетаева, он был торжественно перезахоронен на территории музея. На могиле установлен памятник (автор Л. В. Шлидерман).
Улица Полетаева в районе станции Седанка города Владивостока появилась в списках улиц города в 1957 г.
Переулок с одноимённым названием в районе станции Седанка г. Владивостока появился в начале 1960-х годов.
Именем Полетаева названы улица и переулок в Мариуполе (с 2016 года в рамках компании декоммунизации официально носят название в честь советского солдата, героя Итальянского Сопротивления Фёдора Полетаева).
В Музее современной истории России экспонируются карманные часы, принадлежавшие Н.Г. Полетаеву.